# Греј (Ајова)
Греј (енгл. Gray) град је у америчкој савезној држави Ајова. По попису становништва из 2010. у њему је живело 63 становника.

## Демографија
Према попису становништва из 2010. у граду је живело 63 становника, што је -19 (-23.2%) становника више него 2000. године.
| Група             | 2000.       | 2010.      |
| Белци             | 82 (100.0%) | 62 (98,4%) |
| Афроамериканци    | 0 (0,0%)    | 0 (0,0%)   |
| Азијати           | 0 (0,0%)    | 0 (0,0%)   |
| Хиспаноамериканци | 0 (0,0%)    | 0 (0,0%)   |
| Укупно            | 82          | 63         |